# Dr. Hook & The Medicine Show
Dr. Hook & the Medicine Show (dal 1975 chiamati solo Dr. Hook) sono stati un gruppo musicale rock statunitense, originario del New Jersey.

## Storia
La band è stata attiva dal 1967 al 1985. Soprattutto negli anni '70 ha realizzato diverse hit come Sylvia's Mother (1972), The Cover of Rolling Stone (1972), Sharing the Night Together (1978), A Little Bit More (1976) e When You're in Love with a Beautiful Woman (1979).
Hanno spesso interpretato canzoni scritte da Shel Silverstein.
Il nucleo fondatore della band era composto da George Cummings, Ray Sawyer e Billy Francis, che avevano lavorato insieme per la prima volta intorno al 1966 a Mobile, in Alabama, in una band chiamata Chocolate Papers. Cummings, Sawyer e Francis fondarono una nuova band a Union City, nel New Jersey, nel 1968, includendo il cantante principale Dennis Locorriere, che inizialmente si unì come bassista. L'anno successivo la nuova band cambiò il nome in Dr. Hook and the Medicine Show.

## Membri
- Billy Francis - tastiere (1967-1985)
- Ray Sawyer - voce, chitarra (1967-1983)
- George Cummings- chitarra, voce (1967-1975)
- Bobby Dominguez - batteria (1967)
- Jimmy "Wolf Cub" Allen - basso (1967)
- Dennis Locorriere - voce, chitarra, basso, armonica (1967-1985)
- Popeye Phillips - batteria (1967-1968)
- Joseph Olivier - batteria (1968)
- John "Jay" David - batteria (1968-1973)
- Rik Elswit - chitarra (1972-1985)
- Jance Garfat - basso (1972-1985)
- John Wolters - batteria (1973-1982, 1983-1985)
- Bob 'Willard' Henke - chitarra (1976-1980)
- Rod Smarr - chitarra (1980-1985)
- Walter Hartman - batteria (1982-1983)
- Nancy Nash - cori (1977-1979)
- Carol Parks - cori (1977-1979)

## Discografia parziale
Album
- 1971 - Doctor Hook
- 1972 - Sloppy Seconds
- 1973 - Belly Up!
- 1973 - Bankrupt
- 1976 - A Little Bit More
- 1977 - Makin' Love and Music
- 1978 - Pleasure and Pain
- 1979 - Sometimes You Win
- 1980 - Greatest Hits
- 1981 - Live in the U.K.
- 1982 - Players in the Dark
- 1983 - Let Me Drink from Your Well